# Campinho (bairro do Rio de Janeiro)
Campinho é um bairro da Zona Norte do município do Rio de Janeiro.
Localiza-se entre os bairros de Praça Seca, Vila Valqueire, Bento Ribeiro, Oswaldo Cruz, Madureira e Cascadura.
Seu IDH, no ano 2000, era de 0,904, o 24º melhor do município do Rio de Janeiro.
Nele nasceu a atriz Fernanda Montenegro. No bairro também estão localizadas as escolas de sambas Tradição e União de Jacarepaguá, a antiga escola de samba Unidos do Campinho e a escola Campinho Imperial, além dos desfiles das escolas de samba fora da Marquês de Sapucaí.
A região é vasta de comércios com vários mercados na região como o Supermercados Guanabara, Prezunic, e Assaí Atacadista, e uma futura instalação da redes de academia Smart Fit,  além de ficar perto do segundo maior centro comercial do Rio de Janeiro, Madureira.

## História

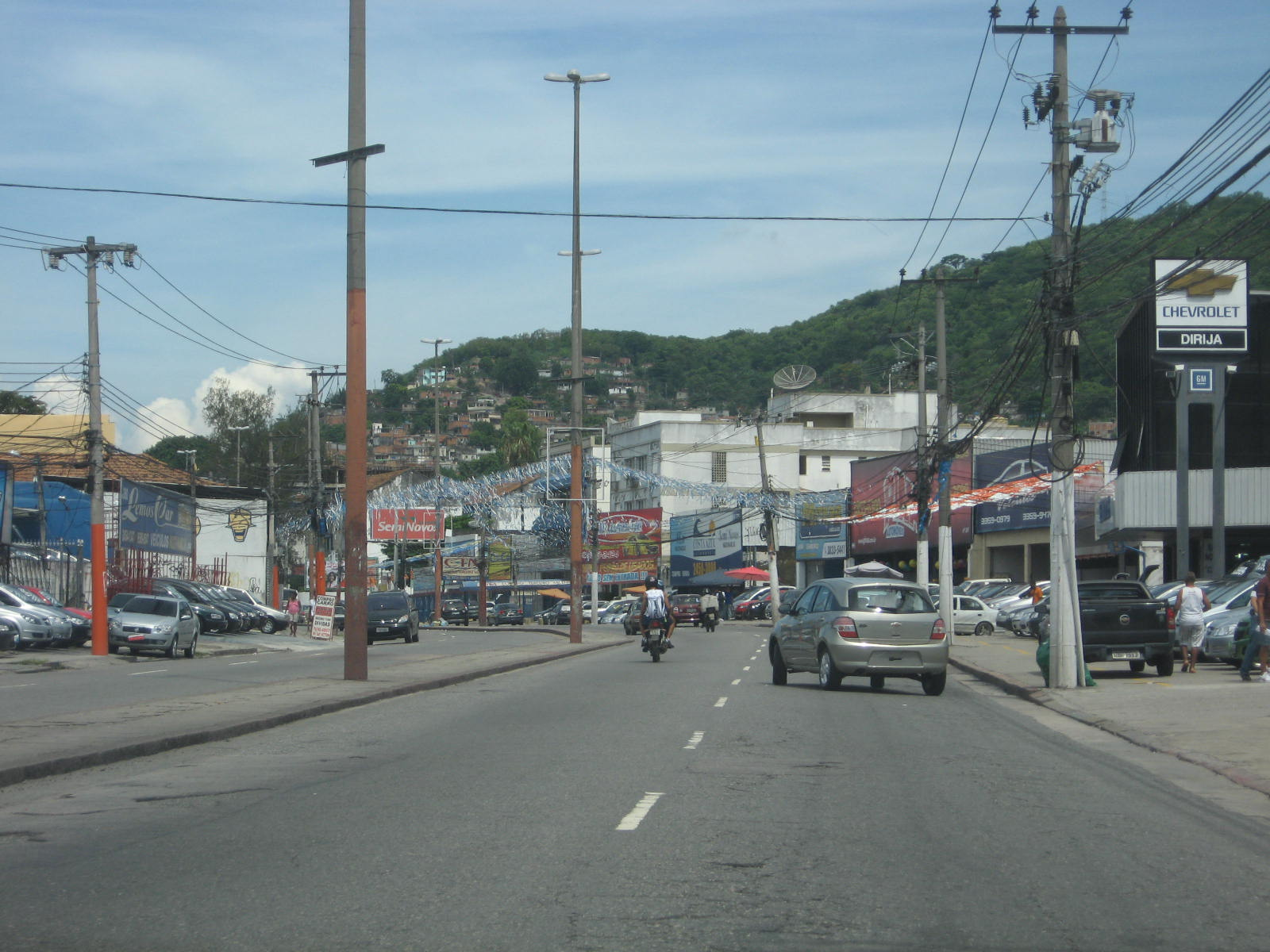
Estr. Intendente Magalhães.

No cruzamento da Estrada Real de Santa Cruz (que são, atualmente,a Estrada Intendente Magalhães e a Rua Ernani Cardoso) com a Estrada de Jacarepaguá (atual Rua Cândido Benício) e a Estrada de Irajá (atual Rua Domingos Lopes), havia um local onde os viajantes descansavam, próximo a um campo onde havia uma feira de gado - o "Campinho". No século XVIII, foi aberta uma hospedaria que Tiradentes frequentava, quando vinha ao Rio de Janeiro. Nas suas imediações existia pequena fortaleza, onde foi erguida uma capelinha (atual Igreja N.S. da Conceição).
Entre seus antigos moradores, destacavam-se o Capitão José de Couto Menezes e Ludovico Teles Barbosa, cujos descendentes abriram ruas na região. O Barão da Taquara também fez o mesmo no final do século XIX, gerando o atual bairro do Campinho.

### Mergulhão do Campinho
O Mergulhão Clara Nunes, também conhecido como Mergulhão do Campinho, é uma passagem subterrânea na divisa com o bairro de Madureira que passa sob o antigo cruzamento da Estrada Intendente Magalhães com as ruas Domingos Lopes e Cândido Benício. Foi construído para eliminar o grande fluxo de congestionamento nesta região. Nele, há uma estação do BRT Transcarioca. Constitui-se de três pistas em cada sentido, sendo duas para veículos e uma para o BRT.